# Эвальд, Виктор Владимирович
Ви́ктор Влади́мирович Э́вальд (согласно другим источникам, Влади́мир Ви́кторович Э́вальд, 27 ноября 1860 — 16 апреля 1935) — русский и советский учёный, специалист в области строительных материалов, основоположник научного строительного материаловедения; а также композитор и виолончелист, член Беляевского кружка, автор одних из первых известных сочинений для брасс-квинтета. Заслуженный профессор, действительный статский советник. Председатель Петроградского общества архитекторов (1922—1932).

## Биография
В 1878 году окончил 1-е реальное училище (общее отделение дополнительного класса), где его отец, В. Ф. Эвальд был директором. В 1883 году окончил Институт гражданских инженеров и до 1887 года служил в Технико-строительном комитете Министерства внутренних дел, а затем — в военном ведомстве. С 1885 года до конца жизни преподавал в Институте гражданских инженеров, где создал механическую лабораторию и организовал кафедру строительных материалов; в 1904—1905 годах был директором института.
Кроме того, он преподавал в Академии художеств (с 1911 года) и руководил кафедрой строительных материалов и технологий в Институте инженеров путей сообщения.
С 1891 года занимал должность архитектора Петербургского университета.
Автор нескольких научных сочинений и учебников. В 1893 году был удостоен премии гражданских инженеров. В 1927—1934 годах принимал участие в составлении «Технической энциклопедии» в 26-и томах под редакцией Л. К. Мартенса, автор статей по тематике «строительное дело».
Редактор журнала «Зодчий» (с 1896 года).
Его дочь, Зинаида Викторовна Эвальд (30 декабря 1894, Петербург — 27 января 1942, Ленинград) — советский музыковед и фольклорист, кандидат исторических наук (1935).

## Работы

### Архитектурные сооружения[5]
- 1894—1897 — Флигель Ларинской гимназии с домовой церковью св. Татьяны. Санкт-Петербург, 6-я линия Васильевского острова, 15, двор. Завершён А. Н. Иосса.
- 1900 — Жилой дом при Химической лаборатории университета. Санкт-Петербург, Университетская набережная, 7-9, двор. 1900.

### Научные работы
- Учебник «Строительные материалы. Приготовление, свойства, испытания»[6]
- Энциклопедия «Промышленность и техника. Энциклопедия промышленных знаний», в работе над переводом и редактированием которой Эвальд принимал участие[7]

## Музыкальное творчество

### Музыкальные произведения[8]
- Струнный квартет, соч. 1
- Брасс-квинтет № 1 Си-бемоль минор, соч. 5
- Брасс-квинтет № 2, соч. 6
- Брасс-квинтет № 3, соч. 7
- Брасс-квинтет № 4, соч. 8
- Мелодия для солирующего инструмента и фортепиано
- Вариации на тему русской народной песни (совместно с А. Глазуновым, Н. Соколовым и другими)